# Mopothila
Mopothila là một chi bướm đêm thuộc họ Erebidae.